# Abraham Shemtov
Abraham Shemtov (Mosca, 16 febbraio 1937) è un rabbino e mistico russo, ebreo ortodosso naturalizzato statunitense, uno dei leader del movimento chassidico Chabad-Lubavitch e stretto collaboratore dell'ultimo Rebbe, Menachem Mendel Schneerson.
Presidente del Consiglio direttivo della Agudas Chasidei Chabad, l'organizzazione principale del movimento Chabad. È stato delegato dal Rebbe a condurre varie missioni, tra le quali la rappresentanza del movimento presso la Casa Bianca e Capitol Hill.
È stato il fondatore e direttore dell'American Friends of Lubavitch (Amici Americani di Lubavitch), presidente del Consiglio Amministrativo del gruppo di scuole femminili Bais Rivka a New York e direttore delle attività Lubavitch nella Grande Filadelfia (Pennsylvania), nonché direttore del primo Camp Gan Israel di Parksville (New York).

## Biografia
Abraham Isaac Shemtov è nato in Russia da una distinta famiglia chassidica; suo padre, il rabbino Benzion Shemtov, era un fervente aderente del Rebbe Lubavitcher ed attivista ebreo. Abraham Shemtov è  cresciuto nella città di Tashkent, nell'Uzbekistan e ha studiato in scuole ebraiche clandestine durante gli anni sovietici.
Ha svolto i suoi studi di laurea e post laurea presso la Yeshiva Centrale Lubavitch, a Brooklyn (New York) ed è stato ordinato rabbino nel 1960.

### Il fenomeno Chanukah

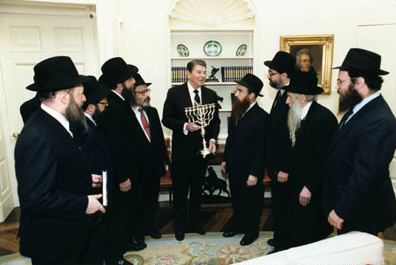
Il Presidente Ronald Reagan riceve una menorah da Rabbi Abraham Shemtov e delegazione Chabad, Casa Bianca 1984.

Shemtov è stato il primo a dare avvio all'iniziativa Menorah pubblica negli Stati Uniti. Questa usanza, all'inizio criticata e opposta con processi giudiziari, ha preso piede in tutto il mondo e durante le feste di Chanukah le menorah appaiono ovunque, in migliaia di città. Shemtov accese una piccola menorah ai piedi della Liberty Bell nella Independence Hall di Filadelfia (Pennsylvania) nel 1974. Una menorah simile è eretta nel prato della Casa Bianca, e fu chiamata dal Presidente Reagan "la Menorah Nazionale". Nel 1984, Shemtov condusse una delegazione di rabbini in visita alla Casa Bianca quale parte degli "Amici Americani di Lubavitch" e donò al Presidente una menorah. Il gruppo ha raccontato di essere rimasto sorpreso quando, sul momento di accomiatarsi, il Presidente li ha invece invitati a rimanere un po' di più, in modo che potesse raccontare loro la storia di un rabbino che serviva come cappellano nella Marina americana. Ha condiviso con loro la storia di Rabbi Arnold Resnicoff, la cui kippah (zucchetto) dovette esser gettata via dopo il bombardamento della caserma di Beirut nel 1983, perché era coperta di sangue dopo essere stata utilizzata per pulire i volti dei Marines feriti, e così un cappellano cattolico strappò un pezzo della sua uniforme mimetica e la diede al rabbino come un sostituto temporaneo della kippah. Il Presidente chiese quindi al gruppo di spiegargli la tradizione ebraica di coprirsi la testa, e Shemtov rispose: "Signor Presidente, la kippah per noi è un segno di riverenza". Un collega del gruppo, Rabbi Feller, continuò: "Abbiamo posto la kippa sul punto più alto del nostro essere - sulla nostra testa, il vascello del nostro intelletto - per ricordare a noi stessi e al mondo che esiste Qualcosa che è al di sopra dell'intelletto umano - la Sapienza Infinita di Dio." Reagan in seguito ringraziò ufficialmente il gruppo con una lettera del 12 febbraio 1985, indirizzata a Shemtov dalla Casa Bianca, scrivendo: "Possa la luce della menorah esser sempre una fonte di forza e ispirazione per il popolo ebraico e per tutta l'umanità."

## Famiglia
Shemtov è sposato con Batsheva Shemtov (nata Lazaroff), un'educatrice e attivista comunitaria. hanno sei figli:
- Eliezer Shemtov, rabbino e direttore di Beit Jabad del Uruguay Archiviato il 27 febbraio 2013 in Internet Archive. an Montevideo. Autore di un libro sul matrimonio, intitolato: Dear Rabbi, Why Can't I Marry Her?
- Menachem Mendel Shemtov, medico chirurgo, Specialista in Urologia a Cornell, New York
- Goldie Avtzon, co-direttore di Chabad a Hong Kong
- Yudy Shemtov, rabbino e direttore di Lubavitch a Newtown (Pennsylvania)
- Levi Shemtov, rabbino e direttore degli Amici Americani di Lubavitch a Washington
- Shimon Shemtov, filmografo e collaboratore di Jan Švankmajer